# 東日印刷
東日印刷株式会社（とうにちいんさつ、英: TONICHI PRINTING CO., LTD.）は、毎日新聞グループホールディングスの子会社であり、毎日新聞社、スポーツニッポン新聞社を始め、多数の大手企業の印刷事業を手がける日本国最大手の新聞印刷専門会社である。商業印刷も行う東日印刷グループを形成する中核企業でもある。

## 概要
1952年、東京都港区で、「東京日日新聞印刷工場」として設立された。1959年に現社名に改称（毎日新聞東京本社の前身「東京日日新聞」の略称から付けられた）。
主に、毎日新聞、スポーツニッポン（スポニチ）などの毎日新聞グループの他に、関東地方のブロック紙・中日新聞東京本社が発行する東京新聞、および創価学会の機関紙・聖教新聞、公明党の機関紙・公明新聞、株式市場新聞(2009年廃刊)、日本体育大学の機関紙・日体大スポーツなどの専門紙や機関紙などの印刷を請け負っている。
1988年（昭和63年）、東京都江東区越中島の東京商船大学（現・東京海洋大学越中島キャンパス）の一角（旧：陸軍糧秣本廠・東京高等商船学校→陸上自衛隊越中島駐屯地。警察予備隊本部→保安庁本庁→防衛庁本庁が立地）を取得し、自社ビル『S・Tビル』を新築、移転した。S・Tビルは東日印刷とスポーツニッポン新聞社が共同で所有・管理し、スポーツニッポン新聞社は東京・竹橋のパレスサイドビルから管理部門を移転させた。同時に東京スポーツ（東スポ）の受託印刷を開始し、版元の東京スポーツ新聞社も東京・築地の日刊スポーツ新聞社本社ビルから移転してきた。2017年からは競合の夕刊娯楽紙日刊ゲンダイも受託印刷を行っている。
商業印刷の部門（書籍、パンフレット他）については1987年に分社化され「エスティ・トーニチ」が請け負っている。「エスティ・トーニチ」は商業印刷のほか、印刷関連資材部門、ビルメンテナンス部門（1989年、他社に委託しながら開始、2001年から自営のビルサービス部門を設置）、レストラン「カフェ・ラ・ロビー」（S・Tビル2F）を設置している。
2007年に川崎工場が開設された。
2022年5月に創業70周年を迎えたのを機に新しいコーポレートロゴが制定された。

## 直営工場
越中島工場
東京都江東区越中島二丁目1番30号
川崎工場
神奈川県川崎市川崎区浅野町6番17号

## 東日印刷グループ
※東日印刷の主要子会社である。
毎日新聞首都圏センター
※関東及び東北の新聞印刷を手がける主要子会社（毎日新聞北関東コアの区域を除く　福島工場は毎日系地方紙・福島民報も含む）。
本店・川口工場 - 埼玉県川口市緑町8番24号
海老名工場 - 神奈川県海老名市本郷2700番1号
福島工場 - 福島県福島市二本榎前10番5号
毎日新聞北関東コア
※日本国でも数少ない「新聞研究・資料室」を設置され公開されている。
群馬県高崎市北原町263番2号
エスティ・トーニチ
※出版部門。
東京都江東区越中島二丁目1番30号

## 関連会社
- 毎日新聞グループホールディングス
- 毎日新聞社
- スポーツニッポン新聞社
- 東日オフセット
- 毎日新聞北海道センター
- 高速オフセット（大阪市）